# 損害保険契約
損害保険契約（そんがいほけんけいやく）とは、損害保険に関する契約である。

## 損害保険契約の定義
損害保険契約は、「保険契約のうち、保険者が一定の偶然の事故によって生ずることのある損害をてん補することを約するもの」をいう（ 保険法第2条第6号）。
ここでいう、「保険契約」とは、「当事者の一方が一定の事由が生じたことを条件として財産上の給付（生命保険契約及び傷害疾病定額保険契約にあっては、金銭の支払に限る。以下「保険給付」という。）を行うことを約し、相手方がこれに対して当該一定の事由の発生の可能性に応じたものとして保険料（共済掛金を含む。以下同じ。）を支払うことを約する契約」（保険法第2条第1号）であり、必ずしも保険金の形で金銭を交付する義務を負っていない。

## 損害保険契約の法的性質
- 損害保険契約は双務契約である。保険契約が成立すると、保険者は一定期間内において条件付きで保険給付支払義務（危険負担義務）を負い、契約者は保険料支払義務を負う。債務不履行の場合には民法の一般原則が適用されるが、なかには同時履行の抗弁（民法第533条）など、約款で修正されるものがある。
- 損害保険契約は有償契約である。保険契約では、保険者の提供する危険負担給付と保険契約者の支払う保険料給付とが対価的な関係にたっている。
- 損害保険契約は諾成契約である。保険契約を締結する場合、個人・企業が「申し込み」の意思表示を行い、保険者がそれを受け入れる「承諾」の意思表示をすれば、契約が成立する。ただし、保険者に保険責任が生じるためには約款上、保険料の支払いを要するとしていることが多く、要物契約（当事者の合意だけでなく目的物の交付によって成立する契約。ここでは保険料の支払いが目的物）と誤解されることが多いが、保険契約を要物契約と規定する法律は存在しない。
- 損害保険契約は不要式契約である。保険契約を締結するための申し込みの意思表示は、口頭でも文書でもよく、特別の方式は法律で定められていない。ただし、保険者は、損害保険契約を締結したときは、遅滞なく、保険契約者に対し、保険法第6条各号に掲げる事項を記載した書面を交付しなければならない（保険法第6条）。
- 損害保険契約は射倖（しゃこう）契約である。射倖契約とは、当事者の一方または双方の契約上の義務が具体化するか否か、またはその大小いかんが偶然の約束事によって左右されることを本質とする契約のことをいう。保険契約者が負担する保険料支払債務が確定債務であるのに対して、保険者の負担する保険給付支払債務は条件付きの債務となっている。少額の保険料で高額の保険給付が得られる可能性がある損害保険契約は、この射倖契約の性質があるため、例えば保険金目当ての犯罪に結びつくなどの公序良俗に反することのないよう、次の規制により、契約者・被保険者に対して高度な善意および信義誠実が要請されている（この点を評して、保険契約は最大善意の契約と呼ばれている）。
  - 被保険者が被保険利益を有しないときは、損害保険契約は無効
  - 保険契約者又は被保険者になる者は、契約締結時に、重要な事項のうち保険者になる者が告知を求めたものを告知する義務を負う（保険法第4条）
  - 保険者は、保険契約者又は被保険者の故意又は重過失によって生じた損害をてん補する責任を負わない（保険法第17条）。ただし個別商品において、約款で重過失は免責としないものがある

- 損害保険契約は附合契約である。保険契約を締結する場合、具体的な契約内容について保険会社と自由に交渉する余地は特に個人保険の場合ほとんど残されておらず、契約者は保険者が一方的に作成した契約内容（保険約款）を包括的に承認するか、拒絶するかの選択しかない。複雑で大量の商品を、簡易・迅速かつ安全に取引するために、契約自由の原則（内容の自由）が制限され、契約が定型化、標準化されている。

## 損害保険契約を規律する法律

### 損害保険契約を直接規律するもの
損害保険契約を規律する法律として、以下のようなものがある。
- 民法
- 商法
- 保険法
- 保険業法-保険契約の締結又は保険募集に関する禁止行為や、保険契約の申し込みの撤回等を規定している
- 消費者契約法
- 自動車損害賠償保障法（自賠法）、原子力損害の賠償に関する法律（原子力損害賠償法）-これらの法律では、被害者の保険会社に対する直接請求権を規定している。

### 各取引主体を通じて損害保険契約を間接的に規律するもの（監督法）

#### 保険会社を規制するもの
保険会社の組織・業務は保険業法（平成7年法律第105号）で規制される。特に、同法第128条（報告または資料の提出）～第134条（免許の取消し等）により事業内容の詳細が規制される。損害保険契約の中心をなす約款の内容は第4条（免許申請手続）第2項、第5条（免許審査基準）第1項に基づき、監督行政を通じて規制される。「保険業は、内閣総理大臣の免許を受けた者でなければ、行うことができない」（第3条第1項）が、保険業を営もうとする事業者が行う免許申請に際しては、（1）定款、（2）事業方法書、（3）普通保険約款　、（4）保険料および責任準備金算出方法書等が審査される。企業分野の保険では、既に認可を得た事項について一定範囲内で届出により変更可能とされている（保険業法第123条（事業方法書等に定めた事項の変更） および保険業法施行規則第83条（事業方法書等に定めた事項の変更に関する届出）を参照）。

#### その他の法人を規制するもの
独立行政法人日本貿易保険を規制する日本貿易保険法、船主相互保険組合を規制する船主相互保険組合法、火災共済協同組合その他各種協同組合を規制する中小企業等協同組合法がある。なお、上記に挙げるような根拠法のない共済事業については平成18年4月の改正保険業法の施行により小額短期保険業 あるいは保険業として規制されることとなった。
（注）以下は、これらと区別の法律により規制されるものを除き、一般に損害保険会社との間で行われる損害保険契約について取り上げる。

#### 個人を規制するもの
保険業法第186条第2項 では、個人でも海外の保険会社等と保険契約を締結する場合には予め許可が必要としている。許可を受けない場合には50万円以下の過料に処せられる場合がある（保険業法第337条第1項）。なお、この許可申請は金融庁ホームページで電子申請 が可能である。

## 普通保険約款
普通保険約款に（最低限）何を定めるべきかについては、保険業法施行規則第9条に規定がある（絶対的記載事項）。その他の規定を約款に置くこともできる（任意的記載事項）が、公序良俗、法令に反することはできない。ここでは、「行政」「法律」「裁判」による記載について取り上げる。

### 行政による契約内容への介入

#### 基礎書類
保険業を営もうとする者による免許申請手続は、保険業法第4条（免許申請手続）第2項、規則第8条第1項第6号に基づき行われる。審査基準は保険業法第5条（免許審査基準）に定められている。認可を受けた事項の変更は、保険業法第123条（事業方法書等に定めた事項の変更）第1項、第124条（事業方法書等に定めた事項の変更の認可）1項に定める手続きよる。監督官庁である金融庁は、保険会社に対し第131条（事業方法書等に定めた事項の変更命令）に基づき、認可・届出内容の変更を命じることができる（この場合は、変更命令後に引き受けられる保険契約からの適用となる）。なお、認可違反であっても契約は有効であり。行政罰は別の問題である。

#### 契約のしおり
保険会社は約款および契約に関する説明を記載した「契約のしおり」を、保険業法第100条の2（業務運営に関する措置） および保険業法施行規則第53条第1項第8号に従い、契約者に対して交付するが、この契約のしおりに記載された内容も契約の一部を構成する。

### 裁判による契約内容の修正
約款解釈の態度は「客観的に」かつ「平均的な保険契約者の理解可能性」を標準として行うべきであるとされる。
裁判所は一般に約款の拘束力を認めている。火災保険の例だが、大正4年12月4日大審院判決（民録21輯（しゅう）2182頁）がある。
裁判実務において約款解釈が保険者に不利とされる「作成者不利の原則（疑わしきは約款作成者不利に）」は、信義則（民法第1条第2項）から導き出される。保険者は約款を一方的に作成しうる地位にあるが、そうした地位にある保険者としては自己の利益のみを考慮した約款を作成することは許されず、その内容を公正なものとすることが信義則上要請されるからである。また、保険契約者にとって保険約款を完全に理解することは難しく、契約条件を十分に理解しないまま契約が締結されることも少なくない。なお、この「作成者不利の原則」は、約款の拘束性を認めたうえでの解釈指針にとどまるものであることに注意が必要である、つまり、前記のとおり行政による契約内容への一定程度の介入があることを前提とすれば、法的安定性の要請から、裁判所の解釈による修正は、文字通りの意味ではとくに不合理な結果となる場合に限定され、解釈により修正が行われる場合でも比較的狭い範囲に限定することが適当とされている。
- 例1 最高裁平成9年3月25日判決（民集51巻3号1565頁）で、火災保険普通保険約款第22条ただし書にある「30日条項」は合理性がなく、当該期間経過後は保険金支払の遅滞責任がある、とされた。
- 例2 最高裁平成15年7月18日判決（民集第57巻7号838頁）で、税理士特約第5条第2項に関し、モラルリスクがない場合には適用されないとされた。

## 損害保険契約成立の要件

### 当事者・関係者
保険者、保険契約者、被保険者が当事者・関係者である。保険契約者は保険料支払義務がある。被保険者は後記「被保険者利益」を有する者でなければならず、そうでなければ契約が無効とされるので、保険者は保険契約の締結にあたり、保険の目的と被保険利益の存在、被保険者の関係の確認を行う。保険契約は、契約者と被保険者の関係により次の2つの類型に大別される。
1. 自己のためにする損害保険契約 契約者＝被保険者
2. 他人のためにする損害保険契約 契約者≠被保険者

このうち、2.は民法上、第三者のためにする契約（民法第537条）の一種であるが、保険法上は被保険者は受益の意思表示を行うことは不要とされ、当然にその契約の利益を享受する（保険法第8条）と修正されている。

### 保険事故
「保険事故」とは、「保険者の損害填補義務を具体化させる事故」である。「危険」という用語も使用され、「担保危険」ともよばれる。保険事故発生の客体となるものを「保険の目的」という。保険事故は損害保険契約の定義にもあるように「偶然な」「一定の」出来事でなければならない。契約成立時にその将来における保険事故の発生・不発生が不確定であることが必要であり、保険法第5条では、「保険契約者が当該損害保険契約の申込み又はその承諾をした時において、当該保険契約者又は被保険者が既に保険事故が発生していることを知っていたときは、無効とする。」としている。

### 保険期間
保険者がその期間内に保険事故が生じた場合に損害を填補するとするもの。

### 被保険利益
簡単にいうと、「損害の発生によって滅失するおそれのある利益」をいう。通説では、被保険利益とは「保険の目的につき保険事故が発生することにより被保険者が経済上の損害を被るべき関係」とされており（保険法第3条、第9条参照）、「関係」とあるのは1つの保険の目的物に対して所有者としての関係、担保権者としての関係、債権者としての関係など、異なる立場で保険契約を締結することが可能であることを指している。被保険利益の存在は、損害填補を目的とする損害保険契約の本質的要素であり、被保険利益が存在しない損害保険契約は無効である。実務上、契約締結時に被保険利益が生じる原因となる、保険者が損害填補を行う対象となる損害の種類を定め、保険契約申込書に明記することによって特定が行われる。
なお、「損害填補原則」とは、実際に被った損害を超えて保険給付を支払うことができないとする原則である「利得禁止原則」のことをいう。

### 保険価額
被保険利益の評価額を保険価額という。保険の目的に関し保険事故の発生により、被保険者が被る可能性のある損害の最高限度額となる。実務上、保険商品の性質に応じ、時価額または再調達価額のいずれかを基準として保険価額を評価することとされており、保険契約締結の際、事故に先立ち予め保険価額を協定した保険を評価済保険といい、「協定保険価額×損害率」で損害額を算定する。

### 保険金額
保険者が支払う保険金の限度額をいう。保険価額と保険金額は必ずしも一致しない。保険金額と保険価額が一致する保険を全部保険といい、保険金額が保険価額よりも小さい場合を一部保険といい、逆に大きい場合を超過保険という。超過部分については、当事者が善意・無重過失の場合、取り消すことができる（保険法第9条）。なお、責任保険では、英語のLimit of Liabilityを訳したものとして（賠償金の）填補限度額ということが多い。

### 保険料
保険者が危険負担の報酬として受ける額をいう。

#### 保険料不可分の原則
ある保険料期間のうち、一部分についてでも保険者が危険を負担した以上、その期間の中途において保険者がそれ以後は危険負担をなすことを要しないような事態が生じても、保険者はその保険料期間に対する保険料の全部について権利を有し、ただ、次期およびそれ以降の保険料期間についてのみ権利を失うとする原則。もっとも、一定の場合あるいは保険商品・特約により異なる取扱とすることもしばしばであり、また、契約上の紛争は、契約者側に帰責事由がある場合には損害賠償の法理で解決すべきであるので、明確な契約上の規定なく保険料不可分の原則を紛争の解決指針とするのは問題がある。

#### 保険料率の三原則
「損害保険料率算出団体に関する法律（料団法）」では、損害保険料率算出団体の会員保険会社が参考とする参考純率および遵守義務がある基準料率は、「合理的かつ妥当なものでなければならず、また、不当に差別的なものであってはならない」と規定しており、これは「保険料率の三原則」と呼ばれる。なお、保険会社が使用する料率にはその経験に基づく経験料率があるが、それについてもこの原則が同様に当てはまる。
- 「合理的」とは、料率算出に用いる保険統計その他の基礎資料が、客観性があり、かつ、精度の高い十分な量のものであるとともに、算出方法が保険数理に基づく科学的方法によるものであるということである。
- 「妥当」とは、参考純率においては、将来の保険金の支払いにあてられることが見込まれる部分として、過不足が生じないと認められるものであるということである。基準料率においては、保険契約を申し込もうとする者にとって保険契約の締結が可能な水準である（availability）とともに、基準料率を使用する保険会社の業務の健全性を維持する水準である（affordability）ということである。
- 「不当に差別的でない」とは、参考純率においては、料率の危険の区分や水準が、実態的な危険の格差に基づき適切に設定されているということである。基準料率においては、危険の区分や水準が、実態的な危険の格差ならびに見込まれる費用の格差に基づき適切に設定されているということである。

## 告知義務
保険契約者又は被保険者になる者は、保険申込にあたり、保険者が提示する一定事項の告知を求められることがあり、告知を求められたものにつき、事実を告知しなければならない（保険法第4条）。これを告知義務といい、告知を求められる事項を「告知事項」という。契約当事者間の公正の原則 により、危険負担を行う保険者は事故発生率を知る必要があることにその根拠がある。保険者は、当該契約の事故発生率を測定し、その契約を締結するか、また、どのような条件で締結するかを決定する。その観点で重要な事項を告知義務とするのであり、過度の告知義務を課すのは、公正の原則に反する。

## 損害保険契約の効果

### 保険契約者・被保険者にとって

#### 保険料支払義務
保険料の通貨の種類、額、時期、分割回数、方法（集金、口座振替等）などは契約の定めによる。保険料支払債務が履行されない場合、債務不履行に関する一般原則が適用され、履行の強制、損害賠償請求、契約の解除（保険期間中途の場合）が行われる。約款で分割保険料不払いの場合に、当該分割払いの支払いが行われるまで保険金の支払いを行わないとするのも履行の強制の一種（間接強制）である。なお、保険料請求権の消滅時効は1年（保険法第95条第2項）である。

#### 通知義務
- 危険の変更・増加の通知義務（保険法第29条第1号）
- 損害発生の通知義務（保険法第14条）

保険者が損害発生の原因の調査・損害の範囲の確定などの作業を早期に行うことを可能にする趣旨である。違反の効果は保険法にはないが保険者に損害が生じた場合には保険契約者側に損害賠償義務があると考えられている。
- 損害防止義務（保険法第13条）
- 被保険者は損害を防止する義務があるとするものである。この義務の違反の効果は保険法に規定されていない。保険者は、被保険者が損害の防止に努めることにより防止軽減できたはずの損害額を保険金から差し引くことができると考えられている。保険法上は、被保険者の義務であるが、約款で契約者の義務ともされていることがある。損害防止費用は保険者負担（保険法第23条第2号）だが、約款で異なる定め、すなわち、保険契約者側の負担とすることができる。

### 保険者にとって

#### 保険給付支払義務
保険給付を行う期限を定めなかった場合、保険給付の履行期は、保険給付の請求があった後、当該請求に係る保険事故及びてん補損害額の確認をするために必要な期間を経過したときである（保険法第21条）。 
保険契約者又は被保険者の故意又は重過失によって生じた損害や、戦争その他の変乱によって生じた損害については免責される（保険法第17条）。
同一目的について、保険事故、被保険者、被保険利益が同一でかつ保険期間を共通にする数個の契約がある場合、それぞれを重複保険（重複保険の関係にある）という。重複保険の場合も、保険者は、てん補損害額の全額について保険給付を行う義務を負う（保険法第20条第1項）。
保険給付請求権の消滅時効は3年である（保険法第95条第1項）。保険給付請求権の消滅時効の起算点は保険事故による損害発生の時から進行する。ただし、損害発生の当時、損害の発生を知ることができなかった場合は、民法第724条により、被害者が損害及び加害者を知った時から進行する。

#### （契約が無効の場合の）保険料返還義務
契約が無効の場合や取り消した場合、保険料返還義務を負う。ただし、保険契約者又は被保険者の詐欺又は強迫を理由として損害保険契約に係る意思表示を取り消した場合や、損害保険契約が第5条第1項の規定（遡及保険）により無効とされる場合は、保険料返還義務を負わない（保険法第32条）。
保険料返還請求権の返還時効は3年である（保険法第95条第1項）。

## 保険代位

### 残存物代位
残存物代位（保険法第24条）とは、保険の目的の残存物に対して被保険者がもつ権利が保険金支払後に保険者に移転することをいい、保険の目的が全損となり、保険会社が保険金額を全額を支払った場合に生じる。残存物の取得によって保険契約者が損害額を上回る利益を得ることを禁止するとともに、損害額を細かく算定するという保険会社の手間を省くことを目的としている。なお、分損時においては、残存する部分の価値を控除して保険金が支払われるのであり、残存物代位は生じない。

### 請求権代位
被保険者の利得を禁止する趣旨で保険金支払後の保険会社による請求権代位（保険法第25条）が定められている。借家人賠償では予め保険会社が特定の第三者（同居の親族等）に対する求償権を放棄する特約が結ばれているのが通例だが、そうでない場合は個別の約定による。被保険者が第三者との損害賠償に関する約定により第三者の賠償義務を予め免除したとしても、保険会社はその約定に拘束されない。

## 契約の終了
保険契約者はいつでも契約を解除できる（保険法第27条）。そのほか、次のような場合に契約を解除することができる。契約解除は将来に向かってのみ効力を有する（保険法第31条1項）。

### 告知義務違反による解除
保険者は、保険契約者又は被保険者が故意又は重過失により告知義務に違反し、又は不実の告知をしたときは、契約を解除することができる（保険法第28条第1項）。ただし、契約締結時に保険者が悪意又は有過失だった場合等は解除することができない。
告知義務違反により契約が解除された場合、告知しなかった事項に基づいて発生した保険事故による損害についてはてん補されない。（保険法第31条第2項）

### 危険増加による解除
危険増加とは、告知事項についての危険が高くなり、損害保険契約で定められている保険料が当該危険を計算の基礎として算出される保険料に不足する状態になることをいう。危険増加がある場合、保険法第29条各号に定められた要件を満たせば、保険者は契約を解除できる。

### 重大な事由による解除
保険法第30条に掲げられた要件を満たす場合、保険者は契約を解除することができる。

## 保険法施行以前の契約
保険法の施行（2010年4月1日）以前に締結された契約については、原則として保険法が適用されないため、従前の例（改正前の商法の規定）によることになる。保険法の規定と異なるのは、次のような点である。
- 超過保険の超過部分については無効
- 重複保険の保険金分担

1. 同時重複保険・・・保険金額の割合で分担
2. 異時重複保険・・・前の保険者が先に分担

- 責任保険契約についての先取特権は生じない

## 関連事項
- 損害保険